# Липшиц, Рудольф
Ру́дольф О́тто Си́гизмунд Ли́пшиц (нем. Rudolf Otto Sigismund Lipschitz; 14 мая 1832, Кёнигсберг, Пруссия или Кёнигсберг, провинция Пруссия — 7 октября 1903, Бонн, Пруссия) — немецкий математик.
Ученик Дирихле. Профессор Боннского университета с 1864 (первый профессор еврейского происхождения в этом университете). Основные работы в области математического анализа, теории дифференциальных уравнений, теоретической механики и алгебры. Его учеником был Ф. Клейн.